# Sveriges vackraste park

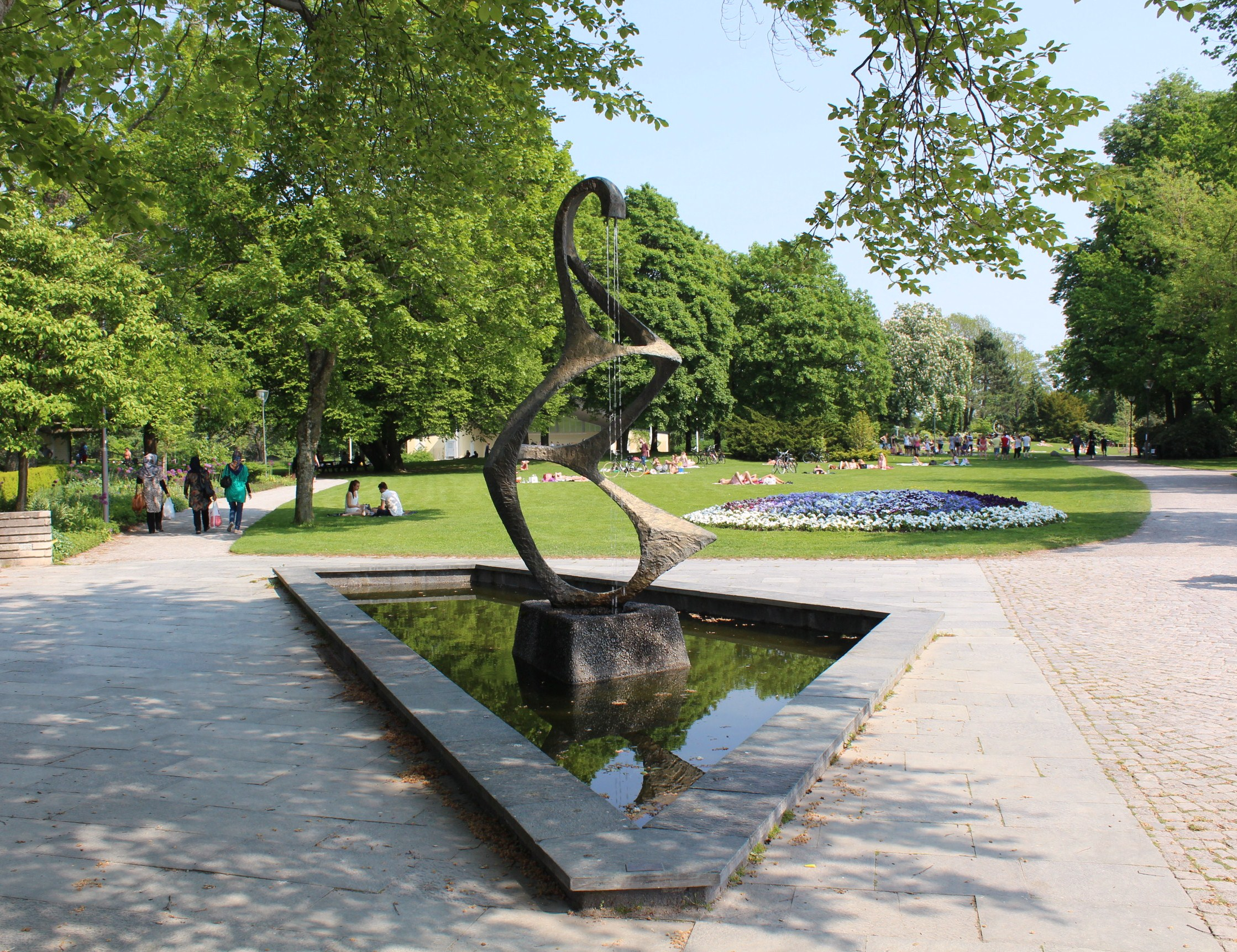
Stadsparken, Örebro vann tävlingen 2004

Sveriges vackraste park var en tävling som arrangerades årligen 2003–2009.
Syftet har varit att väcka intresse för landets offentliga parker och trädgårdar.

## Vinnande parker
- 2009 - Sofiero slott och slottsträdgårdar i Helsingborg
- 2008 - Marabouparken i Sundbyberg
- 2007 - Wij trädgårdar i Ockelbo
- 2006 - Norrvikens trädgårdar
- 2005 - Ronneby brunnspark
- 2004 - Stadsparken, Örebro
  - Ett specialpris gick till Luleå Stadspark som bästa vinterpark 2004.
- 2003 - Göteborgs Botaniska Trädgård